# Pteroneta brevichela
Pteroneta brevichela là một loài nhện trong họ Clubionidae.
Loài này thuộc chi Pteroneta. Pteroneta brevichela được miêu tả năm 2008 bởi Versteirt, Christa L. Deeleman-Reinhold & Léon Baert.